# Бёттгер, Иоганн Фридрих
Иога́нн Фри́дрих Бёттгер (нем. Johann Friedrich Böttger; 4 февраля 1682, Шлайц — 13 марта 1719, Дрезден) — саксонский алхимик и золотых дел мастер (нем. Goldschmied), первый европейский естествоиспытатель, получивший в 1708 году белый фарфор.

## Биография
Иоганн Фридрих Бёттгер родился 4 февраля 1682 года в городке Шлайце в Тюрингии, курфюршество Саксония, в семье мелкого чиновника. Получил домашнее образование.
Дед будущего алхимика был ювелиром и экспертом по монетам. Именно у него в доме в городе Магдебург прошли детство и юность будущей знаменитости. Монетами занимался и его отец, поэтому юноша много знал об изготовлении денег.

### Алхимические опыты
В 1698 году, когда ему исполнилось 16 лет, Бёттгер поступил учеником к известному берлинскому аптекарю Цорну. В это время он увлекается алхимией, пытаясь открыть философский камень, с помощью которого можно излечивать любое заболевание и превращать неблагородные металлы в золото. Судьба сводит его с известным адептом оккультизма Ласкарисом. По преданию Ласкарис, поражённый знаниями юноши, вручил ему две унции некоего порошка. Вскоре Бёттгер совершил в присутствии свидетелей золочение серебряных монет, что было расценено как трансмутация и придало ему славу искусного алхимика.
Слух об этих потрясающих опытах дошёл до короля Пруссии Фридриха I, который тут же отдал приказ схватить Бёттгера. Но тот, предупреждённый через мэтра Цорна одним из придворных, успел покинуть Берлин и направился в Виттенберг, где жил его дядя. Поселившись там, Бёттгер посчитал себя в безопасности, однако Фридрих I потребовал, чтобы Виттенберг выдал его подданного. При этом король полагал, что тот родился в Магдебурге, однако саксонское происхождение дало право курфюрсту Саксонии и королю Польши Августу Сильному заявить о своём покровительстве, и Бёттгер добровольно устремился в Дрезден.
В поисках денежных средств, особенно в период обострения соперничества за польскую корону, Август Сильный пытался при помощи многочисленных алхимиков и авантюристов получить золото. Бёттгер успешно продемонстрировал в присутствии курфюрста трансмутацию ртути в золото и был удостоен титула барона, получив при этом приказ приумножить сделанное. Ведя разгульную жизнь, он мало заботился о выполнении «государственного заказа», и уже в 1701 году был арестован по приказу курфюрста и заключён под стражу в так называемый «золотой дом», где когда-то содержали алхимика Иоганна Кункеля. Началась принудительная работа по получению золота, которая безрезультатно длилась до 1704 года.

### Создание фарфора
В 1704 году Бёттгера перевели в крепость Кёнигштайн в Саксонской Швейцарии, где он оказался под надзором коменданта, графа Э. В. фон Чирнхауса, известного математика, физика, минералога и владельца стекольного завода, который осуществлял собственные работы по созданию искусственного мрамора и фарфора. Ценность изделий из прозрачного фарфора, привозимых из Китая, была огромной, а секрет производства считался недоступным, также не был известен химический состав твёрдого фарфора. Вальтер фон Чирнхаус провёл обширные геологические исследования в Саксонии с целью найти подходящее керамическое сырьё для изготовления огнеупорных тиглей и стеклоплавильных печей. Он смог вовлечь Бёттгера в систематическую работу по решению вопроса о нужном составе твёрдой фарфоровой массы.
Уже в 1705 году фон Чирнхаусу и Бёттгеру удалось получить rothes Porcelain — красный (яшмовый) фарфор — непрозрачную, но твёрдую непористую керамику, звенящую при постукивании и выдерживающую высокие температуры. На этот вид фарфора шла красная глина «болюс» из Плауэна с высоким содержанием оксидов железа. После обжига, шлифовки и специальной полировки изделия — блюда, кувшины, горшки — становились похожими на посуду, вырезанную из драгоценного камня, украшенную выпуклыми рисунками. Позже красный фарфор стал именоваться «бёттгеровским».
Успех позволил Августу увеличить финансирование: в декабре 1707 года в Дрездене на берегу Эльбы для опытов была оборудована специальная лаборатория (в настоящее время на этом месте расположена терраса Брюля). Под руководством фон Чирнгауза и при поддержке учёных из Горной академии во Фрайберге были продолжены эксперименты с различными глинами.
Существенный прогресс был достигнут, когда после длительных экспериментов были выявлены три важнейших для производства фарфора минерала: каолин из района Шнеберга и Ауэ, полевой шпат и алебастр, используемый как флюс, а также установлены оптимальные состав исходных смесей и условия обжига. В лабораторном журнале Бёттгера за 15 января 1708 года отмечено, что после двенадцатичасового обжига получены белые полупрозрачные неглазурованные пластины — фарфоровый бисквит. Таким образом, время рождения европейского твёрдого фарфора (pate dure) известно с точностью до часа. Усилиями фон Чирнхауса, Бёттгера и их помощников был раскрыт один из самых дорогих секретов эпохи. Европейский твёрдый фарфор был абсолютно новым керамическим материалом и превосходил по качеству мягкие сорта китайского.

### Создание фарфоровой мануфактуры
Однако уже в октябре 1708 года фон Чирнгауз умер в Дрездене от дизентерии. До марта 1709 года работы по производству фарфора были приостановлены. 28 марта 1709 года Бёттгер уведомил курфюрста, что может производить «отменный белый фарфор с изысканнейшей глазурью», в том числе сообщил о себе как единственном изобретателе технологии и носителе секрета. Бёттгер самостоятельно сделал второй важный шаг на пути промышленного производства нового материала — он подобрал оптимальный состав глазури, употребив то же сырьё, что и на черепок. После дополнительной проверки с участием комиссии, давшей положительное заключение об открытии, в январе 1710 года в пустующем мейсенском замке Альбрехтсбург была заложена первая европейская мануфактура твёрдого фарфора. Уже на пасхальной ярмарке в Лейпциге 1710 года была представлена пригодная для продажи посуда из «яшмового» фарфора, а также образцы глазурованного и неглазурованного белого фарфора.
Август передал Бёттгеру руководство фарфоровой мануфактурой в замке Альбрехтсбург и назначил щедрое жалование, но только в апреле 1714 года тот получил свободу. До смерти он находился под наблюдением, чтобы защитить секрет производства фарфора. Существует версия о попытке Бёттгера продать тайну изготовления фарфора королю Пруссии, закончившаяся его заключением в тюрьму.
Первые изделия мейсенской мануфактуры — глазурованные белые сосуды, украшенные налепными листьями, цветами и маскаронами, либо расписанные чёрной краской и золотом. Сосуды из красной «каменной» массы, как правило, повторяли формы изделий из серебра и китайского фарфора, их украшали гравированным узором или эмалевыми красками, расписывали серебром или золотом. Формы изделий заимствовались из китайской керамики или из немецкого художественного серебра. Первым формовщиком на мануфактуре был серебряных дел мастер И. Ирмингер.
До конца жизни Бёттгер продолжал алхимические опыты по добыче золота. В дрезденской государственной коллекции фарфора в Цвингере хранится королёк чистого золота весом около 170 г, который Бёттгер получил в 1713 году якобы путём алхимических манипуляций. Его здоровье было сильно подорвано экспериментами с токсичными веществами. Иоганн Фридрих Бёттгер умер 13 марта 1719 года. Его могила на кладбище Св. Иоанна в Дрездене не сохранилась.

## Интересные факты
- По бытующей легенде, саксонский каолин был открыт Бёттгером совершенно случайно: он заметил, что пудра для парика образует комки и кажется жирной на ощупь. Цирюльник вместо дорогой французской пудры использовал высушенную измельчённую белую глину, которая поставлялась купцом Шнорром из местечка Ауэ. «Шнорровская земля» по своим характеристикам оказалась не хуже китайского каолина.
- На притолоке двери в лаборатории Бёттгера было написано Gott, unser Schöpfer hat gemacht aus einem Goldmacher einen Töpfer («Бог, наш Творец, превратил того, кто создаёт золото, в горшечника»)[8].
- Состав тонкой красной керамики был восстановлен в 1918 году техником Вильямом Фанком, и зарегистрирован под названием Böttgersteinzeug или Böttger Stoneware (керамика Бёттгера).
- Памятная медаль к 300-летию Бёттгера изготовлена в 1982 году на мейсенской мануфактуре из красной бёттгеровской керамики.